# 圣母升天圣殿总主教座堂 (利沃夫)
圣母升天圣殿总主教座堂，俗称为拉丁主教座堂（波蘭語：Katedra Łacińska），是乌克兰西部城市利沃夫的一座罗马天主教教堂，位于老城内市集广场的西南角。

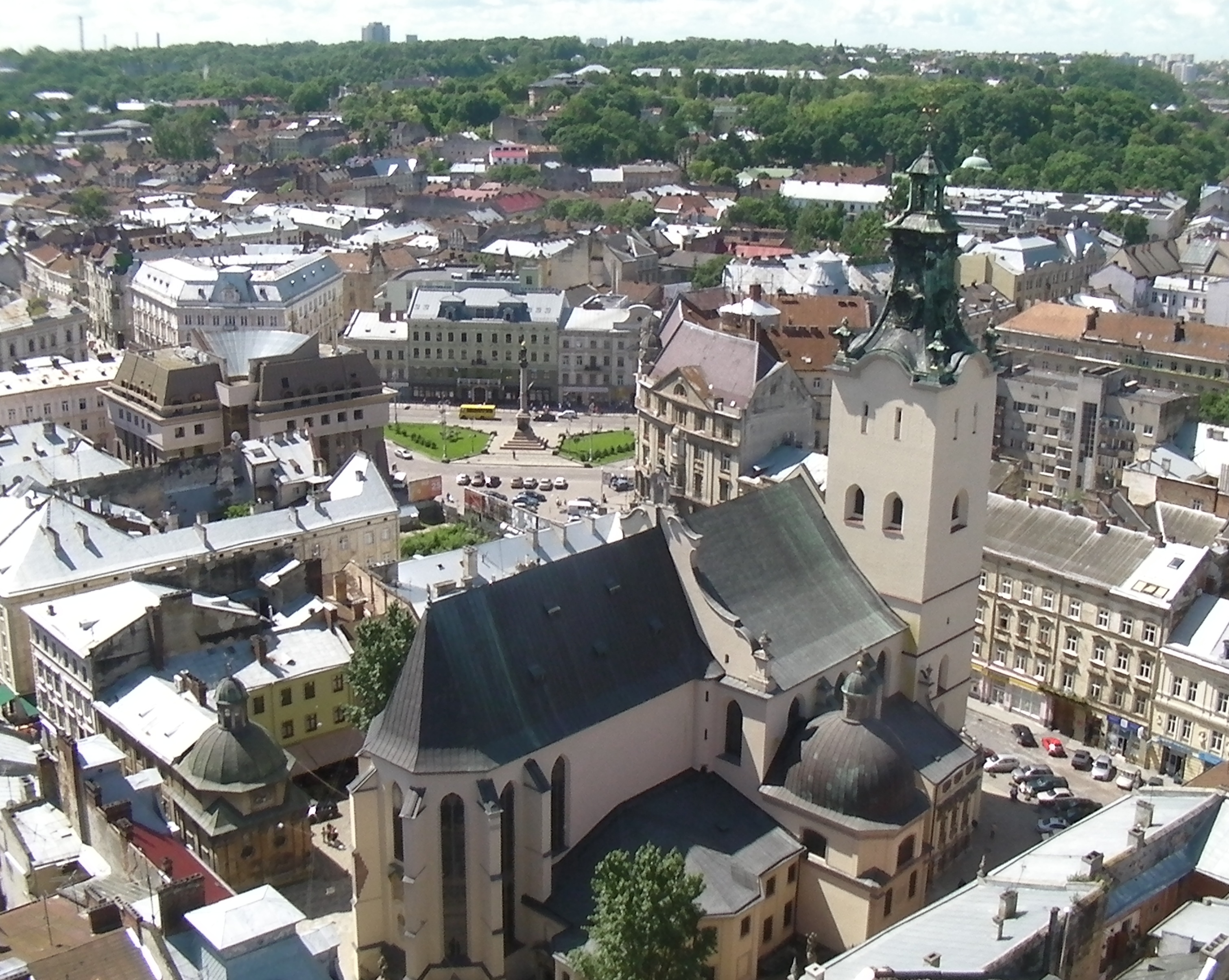
从市政厅看主教座堂

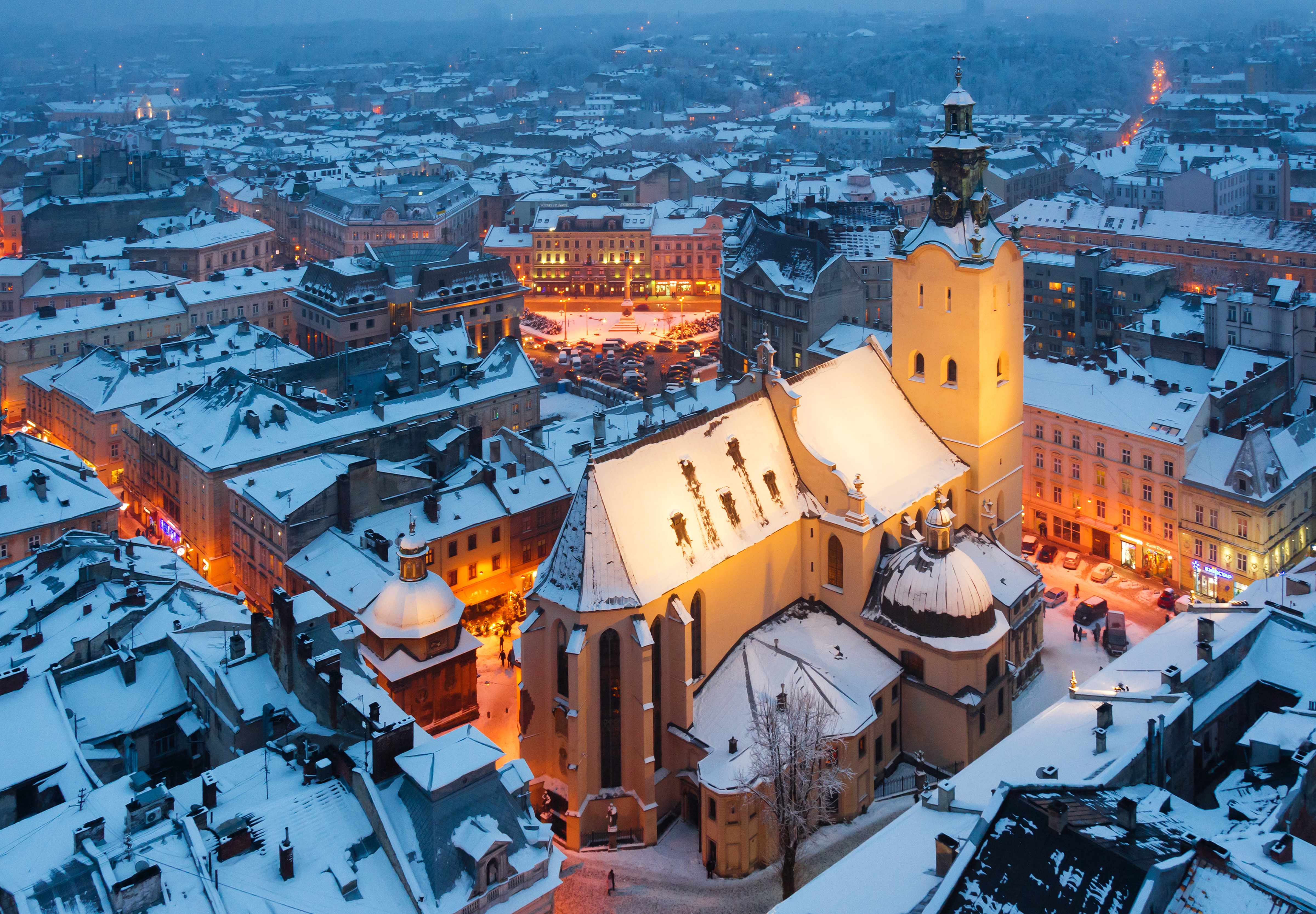
从市政厅看主教座堂

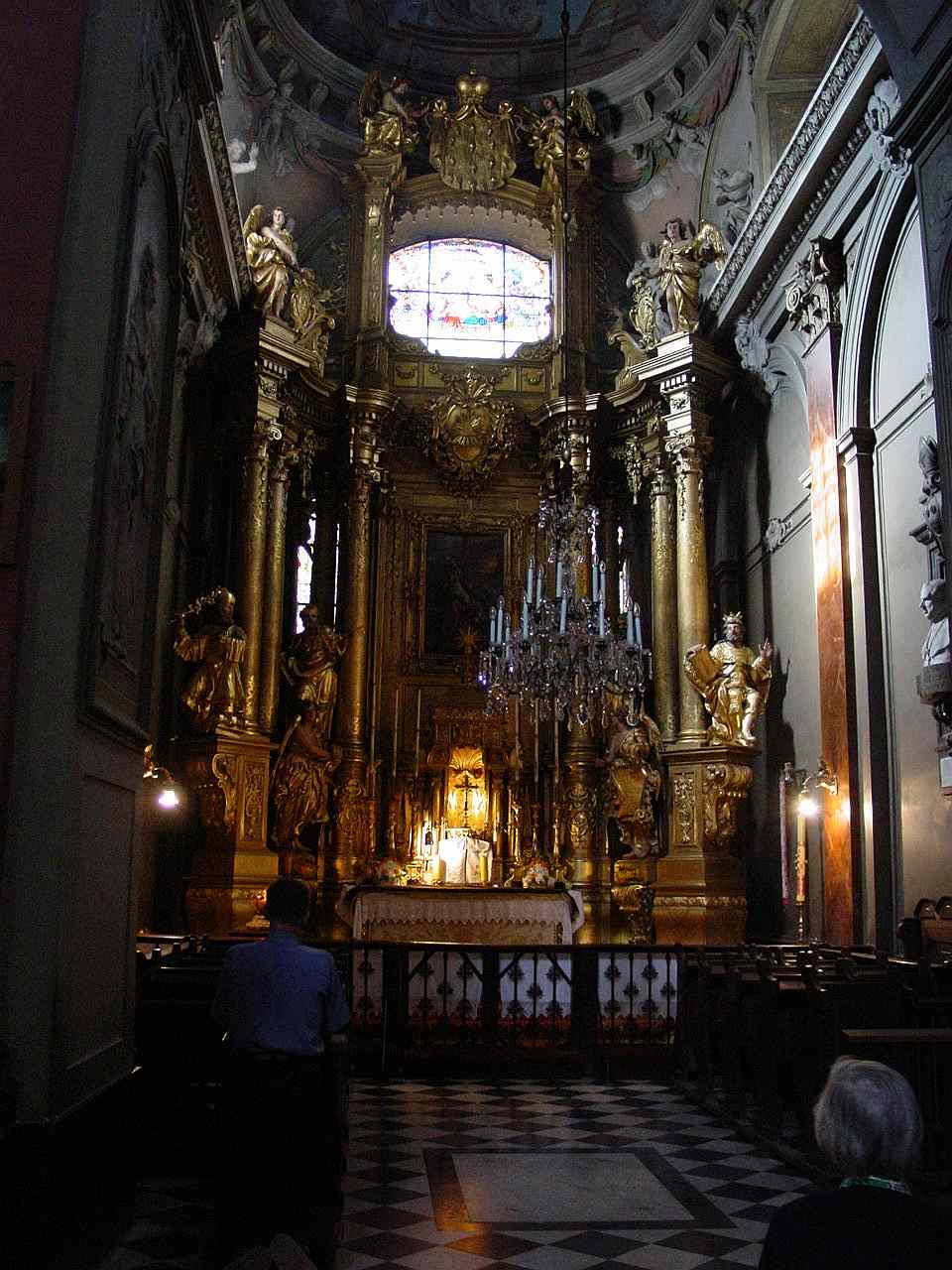
内部

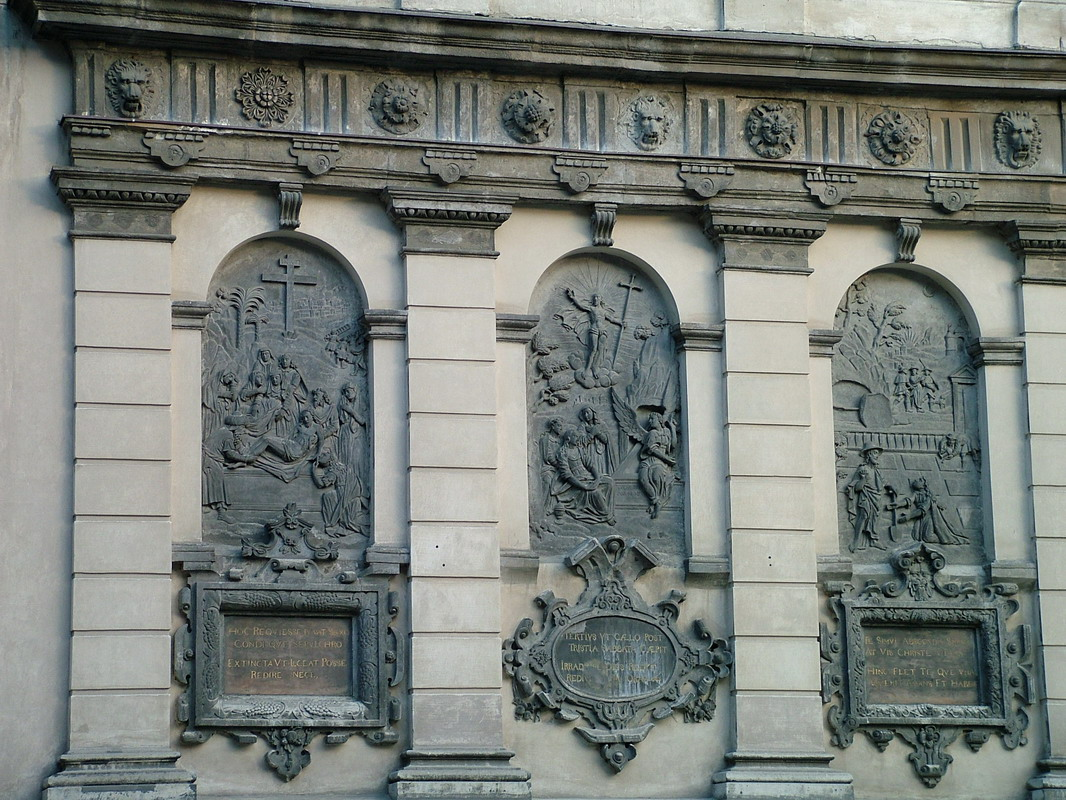
Kampian's Chapel.

这个地点的第一座教堂是一座木制的小型天主教堂，名为天主圣三堂，建于1344年，6年后毁于火灾。1360年波兰国王卡西米尔三世创立了现今的哥特式教堂，作为新成立的拉丁教区的主教座堂，1405年祝圣，本堂区圣堂从雪地圣母教堂移到此处。1412年，主教座位从加利奇 (乌克兰)移来。建造工程还在持续，直到1481年主教座堂才最后祝圣。
主教座堂见证了许多重大的事件，曾有几位波兰国王来此参观，最主要的是约翰二世，他在主教座堂将波兰立陶宛联邦交在圣母的庇护之下，称为利沃夫宣誓。1440年，基辅都主教伊西多尔枢机在从佛罗伦萨会议返回时，在利沃夫停留时，在此庆祝合一弥撒。
在1761年至1776年，主教座堂改建为巴洛克风格，增加了高大的钟楼。1776年，天主之母的神奇画像举行加冕仪式，放到了正祭台上。1892–1898圣所改建为新哥特式，并安装了花窗玻璃。1910年，主教座堂成为宗座圣殿。
拉丁主教座堂是苏联时期利沃夫仅有的两座未被关闭也不属于莫斯科牧首的教堂之一（另一座是罗马天主教圣安多尼教堂），但是这一时期主教住在波兰东南部靠近乌克兰边境的Lubaczów。1991年，教宗若望保禄二世恢复了教区。
二战以后，神奇的画像被移到克拉科夫，1974年移到Lubaczów，1983年再次加冕光明山修道院 目前仍留在 Lubaczów.利沃夫主教座堂目前拥有一个复制品，2001年6月26日教宗若望保禄二世对乌克兰进行牧灵访问时为其加冕。